# Piper mullesua
Piper mullesua är en pepparväxtart som beskrevs av Buch.-ham. och David Don. Piper mullesua ingår i släktet Piper och familjen pepparväxter. Inga underarter finns listade i Catalogue of Life.